# Gnesippo
Gnesippo, figlio di Cleomaco (in greco antico: Γνήσιππος?, Ghnésippos; V secolo a.C.), è stato un poeta greco antico di origini doriche.
I suoi versi amorosi e licenziosi, secondo il filologo tedesco Augustus Meineke (Fragmenta comicorum Graecorum, vol. II, pp. 7, 27-29), furono attaccati da poeti comici come Chionide, Cratino e Eupoli. Seguendo l'opinione di Welcker (Die griechischen Tragödien mit Rücksicht auf den epischen Zyklus geordnet,  vol. III, pp. 1024-1029), che si basa su un passo di Ateneo (XIV, 683 d-e), è possibile che Gnesippo sia stato anche un poeta tragico. Ma la descrizione di Ateneo si riferisce alle odi scritte da Gnesippo e non alla totalità delle sue poesie.